# 퓰리처상 사설 부문
퓰리처상 사설 부문(Pulitzer Prize for Editorial Writing)은 미국의 시상식인 퓰리처상의 14개의 저널리즘 분야 중 하나이다.

## 수상 내역
- 1990년 퍼츠타운 머큐리
- 1991년 버밍햄뉴스: 알라바마의 조세 제도에 불평등을 분석하고 필요한 개혁을 제시
- 1992년 렉싱턴헤럴드: 캔터키주의 여성 폭행 문제
- 1993년 앙
- 1994년 읶
- 1995년
- 11996년 뉴욕 타임스
- 1997년 데일리트리뷴
- 1998년 The Riverdale (NY) Press
- 1999년 뉴욕 데일리뉴스
- 2000년 올란도 센티널
- 2001년 러틀랜드 헤럴드
- 2002년 LA 타임스
- 2003년 시카고 트리뷴
- 2004년 LA 타임스
- 2005년 Tom Philp of The Sacramento Bee
- 2006년 오리고니안
- 2007년 뉴욕데일리뉴스
- 2008년 수상자 없음
- 2009년 포스트 스타
- 2010년 댈러스 모닝뉴스
- 2011년 월 스트리트 저널
- 2012년 수상자 없음
- 2013년 템파베이 타임스
- 2014년 더 오레고니아
- 2015년 보스턴 글로브
- 2016
- 2017년 The storm lake times